# Kodama Nanami
Kodama Nanami (兒玉 七海 (Nhi-Ngọc Thất-Hải) 22 tháng 6 năm 2002 –) là một cựu nữ diễn viên khiêu dâm người Nhật Bản. Lúc khi còn hoạt động với tư cách nữ diễn viên khiêu dâm, tên diễn của cô là Ogura Nanami (小倉 七海 (Tiểu-Thương Thất-Hải)). Tên khác của cô là Hoshino Nono (ほしの のの).  Cô thuộc về công ti Life Promotion.

## Sự nghiệp
Vào ngày 19 tháng 10 năm 2021, cô ra mắt công chúng với phim "Phim người lớn đầu tay của tân binh NO.1STYLE Ogura Nanami" (新人NO.1STYLE 小倉七海AVデビュー) của hãng phim S1. Đạo diễn phim người lớn Sawaki Takehiko của cô nhận xét về bộ phim đầu tay rằng cô "là người mới đến cảm nhận được thời kì Lệnh Hòa" và là "một viên kim cương thô cứng".
Cô đứng thứ 33 trong bảng xếp hạng nữ diễn viên gợi cảm năm 2021 của tạp chí Kobunsha FLASH. Cô đứng thứ hai trong thông cáo hàng tháng của FANZA "Diễn viên khiêu dâm này thật tuyệt! mùa đông 2021" .
1/10/2022, cô thông báo nghỉ việc nữ diễn viên khiêu dâm và rời công ti Life Promotion. Ban đầu, cô có vấn đề về sức khỏe vật lí và tinh thần, nhưng vì Luật ngăn ngừa & giảm thiệt hại từ ngành phim khiêu dâm được thực thi, cô không thể đóng phim trong một khoảng thời gian (Cô không có thu nhập trong 3 tháng vì điều này) do bác sĩ ngăn cô làm việc. Những hoạt động công khai sau đó của cô sẽ được tiếp tục dưới tên "Hoshino Nono" (ほしののの). Mặc dù cô đã dời Life Promotion, các hoạt động mạng xã hội sẽ tiếp tục được quản lí bởi công ti trong giai đoạn chuyển tiếp kéo dài 1 tháng. Asahi Geinō cho rằng mặc dù đó là một tin nghỉ việc đột ngột, cô sẽ "bắt đầu làm công việc ngoài ngành". Hoạt động sau nghỉ việc của cô cũng được đăng lên trang Liên hiệp tân văn của Đài Loan, và cô được nói là chịu ảnh hưởng của Luật phim khiêu dâm mới.
Tháng 5/2023, tên của cô được đổi thành Kodama Nanami. Ngày 12/9, cô thông báo tham gia công ti T-Powers. Tên các hoạt động nghệ thuật của cô cũng sẽ được đổi thành Kodama Nanami. Sau khi cô thông báo gia nhập công ti, phim từ năm 2022 của cô "Một cô gái không thể quên đi khoái cảm lần đầu quan hệ tình dục và trở nên hứng thú khi hành hạ những kẻ biến thái Ogura Nanami"  (初めてサレた快感が忘れられず電車痴●にハマってしまった女子●生の末路 小倉七海) (S1) đã vươn lên xếp thứ 10 trên bảng xếp hạng sàn video FANZA hàng tuần ngày 11/9.

## Đời tư
Cô thích dùng máy ảnh và chơi rubik. Cô thích quay phim với cuộn 35mm.
Cô đã bắt đầu thủ dâm từ năm 15 tuổi. Lần quan hệ tình dục đầu tiên là vào năm 17 tuổi, với một đàn anh trong trường trung học và bạn trai.
Cô chọn bắt đầu làm diễn viên khiêu dâm vì tò mò và để trang trải học phí học đại học. Cô nói rằng điểm yếu của cô là "xấu hổ được tạo nên từ những cái cô nhìn và nghe thấy". Một phần vì điều này, khi quay phim cô không nhìn lại những đoạn quay thử, tuy vậy cô đã có lần nhìn lại bộ phim đầu tiên của cô khi được phỏng vấn bởi chuơng trình "Điều cấm kị có thật BUNKA" tháng 12 năm 2022.
Mori Tetsuya, một nhà phê bình ngực lớn, nói quá ngực của cô là "loại hình oval được tạo hình tốt và có độ tuơi như trái cây. Thêm vào đó, quầng vú hơi nâu trông rất gợi tình."